# Malanza (cours d'eau)
Pour les articles homonymes, voir Malanza.
Le Malanza (rio Malanza en portugais) est un cours d'eau de Sao Tomé-et-Principe qui se jette dans l'océan Atlantique au sud de l'île de Sao Tomé.

## Mangrove
Parfois nommée Lagoa Malanza, une mangrove s'est développée à l'embouchure de la rivière, là où se mélangent les eaux douces et salées. C'est la plus étendue du pays.
Au départ de Vila Malanza, une promenade en bateau permet l'observation de poissons, d'oiseaux (Gallinula, Martin-pêcheur de Sao Tomé, Cormoran africain) et de quelques petits mammifères, notamment le singe mona (Cercopithecus mona), le seul primate de l'île.  

Tourisme dans la mangrove.
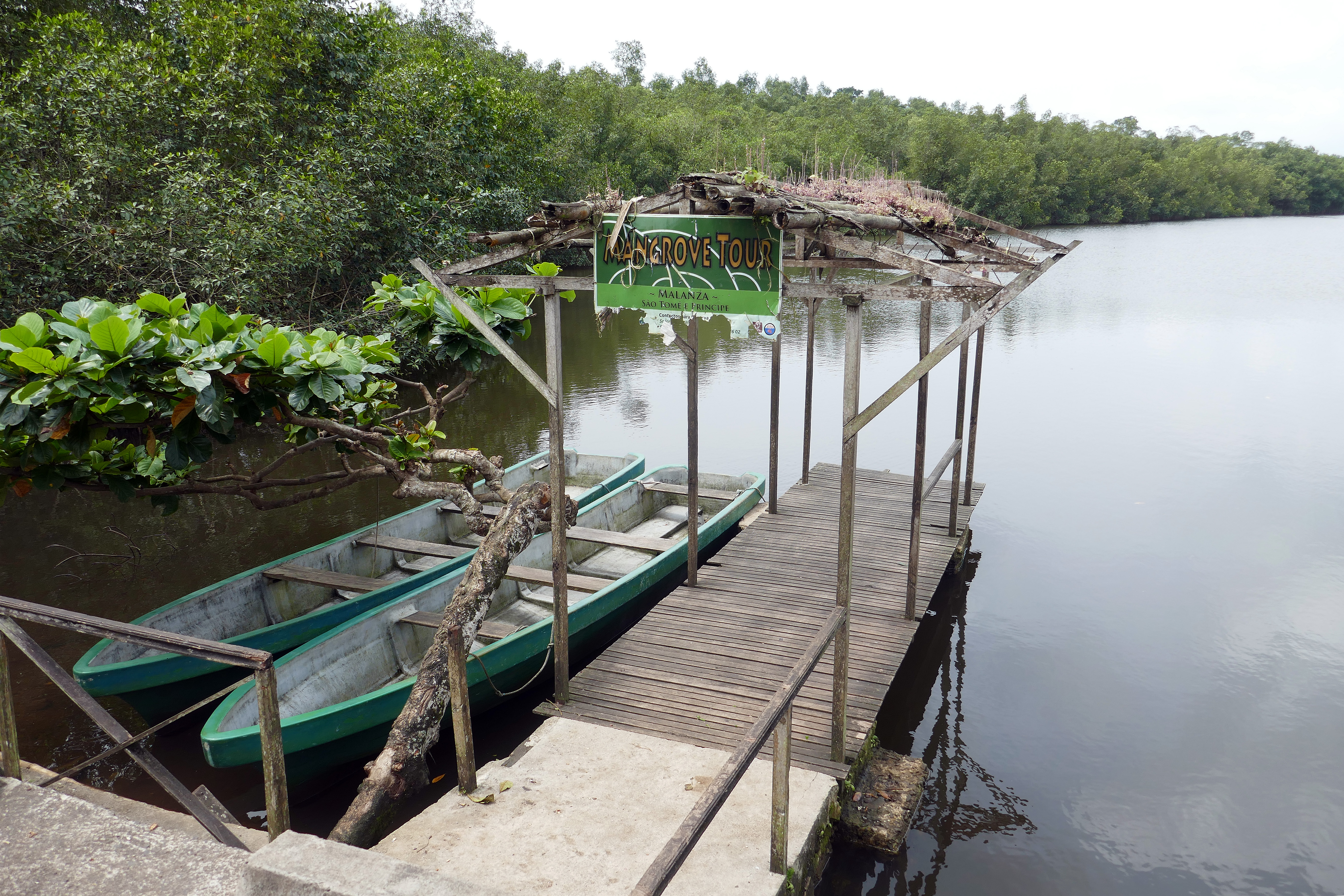
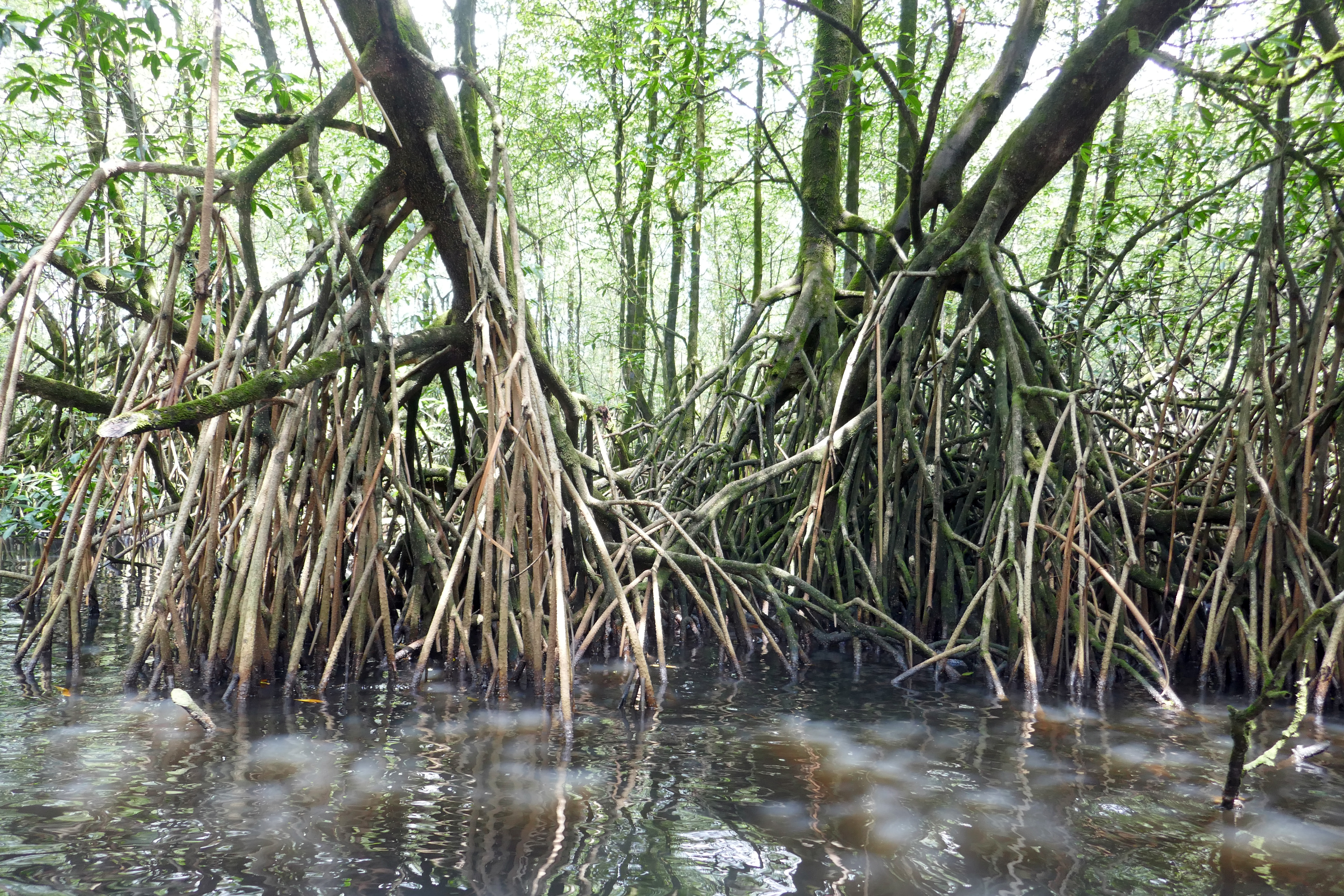
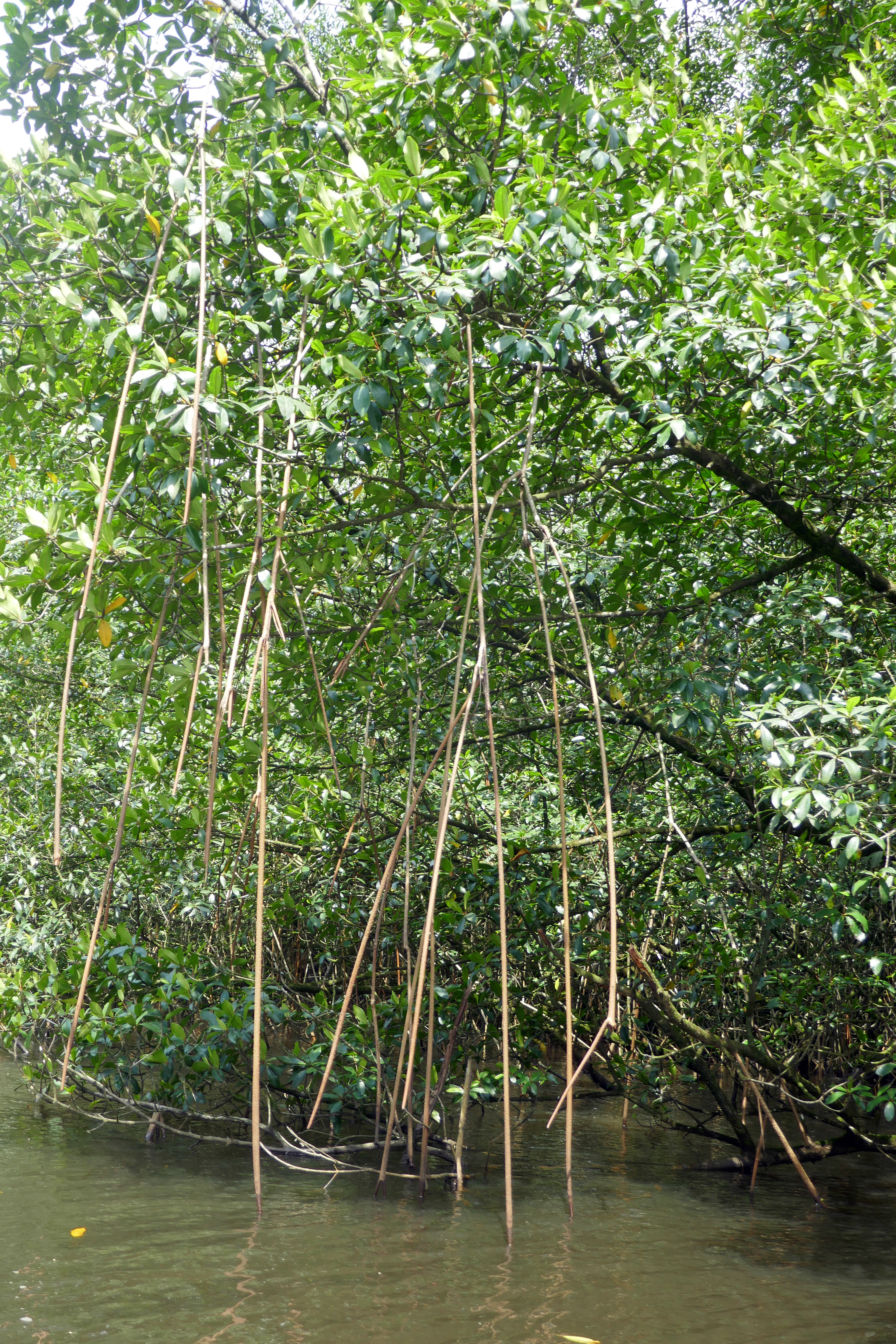
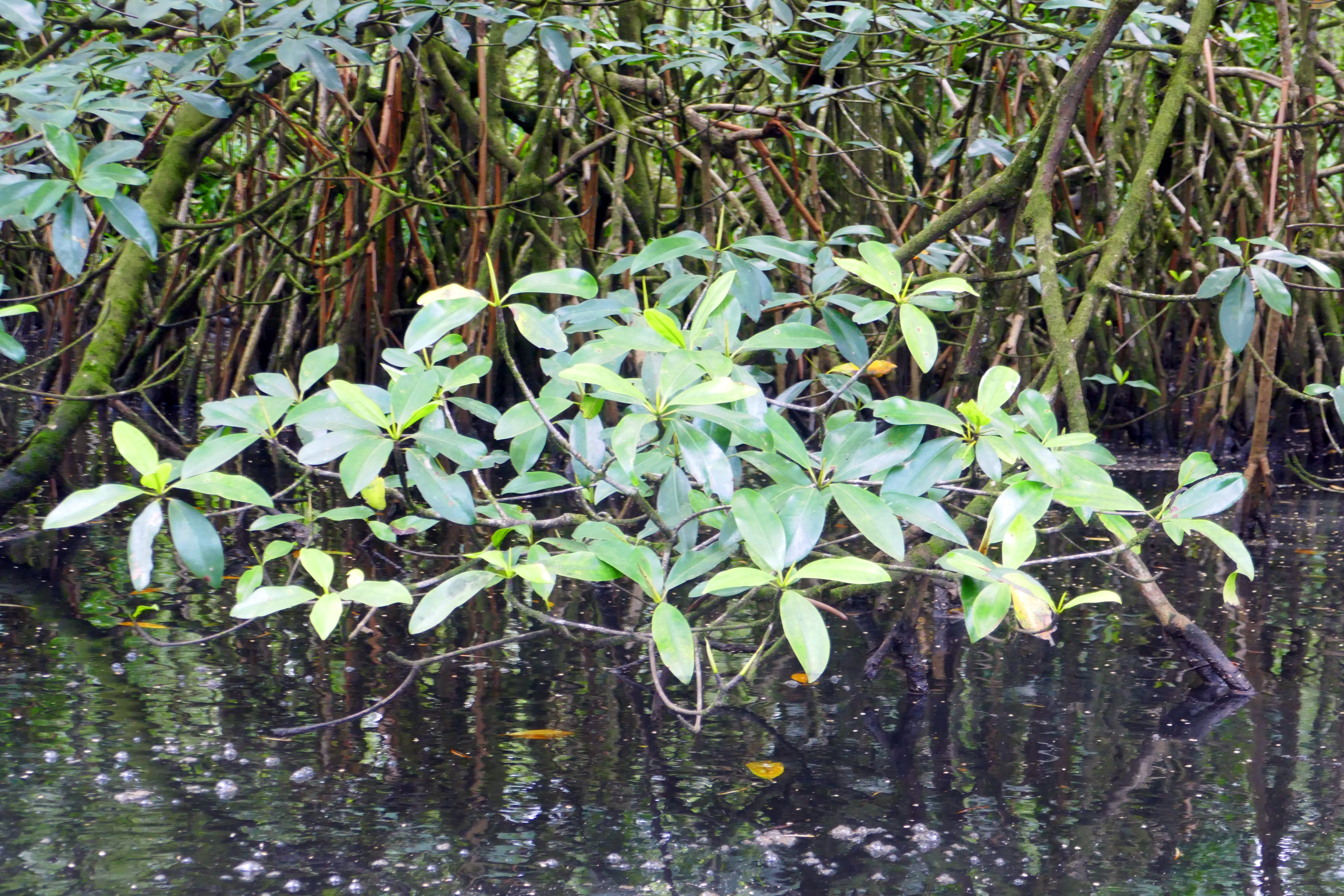
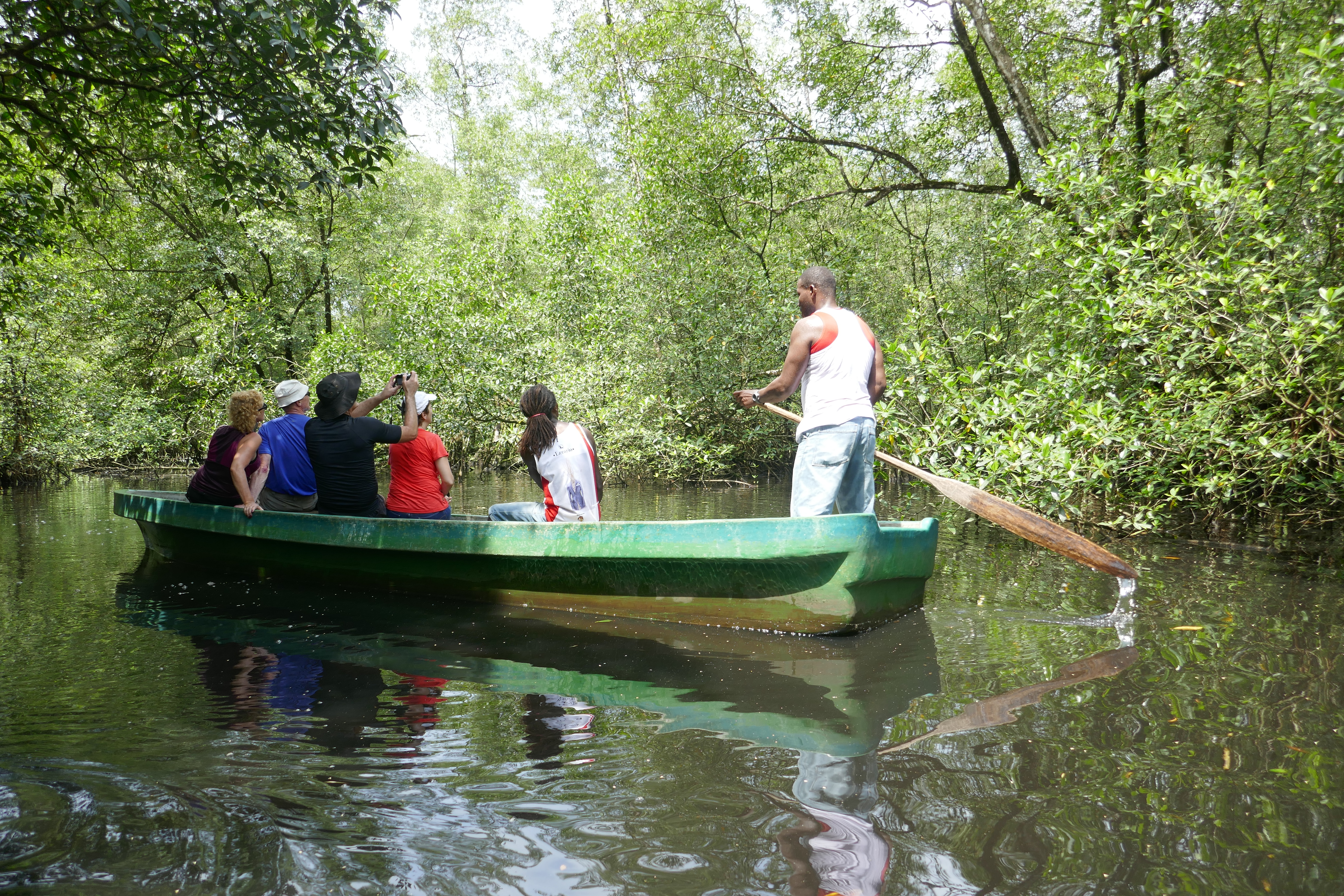

Plusieurs ONG locales cherchent à promouvoir cette forme d'écotourisme et reversent les bénéfices à la communauté afin de mieux préserver un écosystème aussi fragile.
Avec Praia das Conchas et Lagoa Azul au nord, c'est l'une des deux petites zones discontinues rattachées au parc naturel Obô qui couvre une partie importante de l'île au centre-ouest.